# 김주엽 (배우)
김주엽(1997년 5월 6일 ~ )은 대한민국의 배우이다.

## 출연작

### 영화
- 《소년》 (2017년) - 세준 역
- 《목격자의 밤》 (2012년) - 유석훈 역
- 《내 맘도 몰라주고》 (2010년) - 남자아이 1 역

### 드라마
- 《여자를 울려》 (2015년, MBC) - 김현진 역
- 《트라이앵글》 (2014년, MBC) - 오병태 역
- 《이웃집 꽃미남》 (2013년, tvN)
- 《그 겨울, 바람이 분다》 (2013년, SBS)
- 《사랑아 사랑아》 (2012년, KBS2) - 홍승구 역
- 《러브 어게인》 (2012년, JTBC) - 어린 서영욱 역
- 《KBS HDTV 문학관 - 엄지네》 (2011년, KBS1)
- 《복희 누나》 (2011년, KBS2)
- 《KBS 드라마 스페셜 - 아내가 사라졌다》 (2011년, KBS2)
- 《산 너머 남촌에는》 (2007년, KBS1)